# Liocranum erythrinum
Liocranum erythrinum är en spindelart som först beskrevs av Pietro Pavesi 1883.  Liocranum erythrinum ingår i släktet Liocranum och familjen månspindlar.
Artens utbredningsområde är Etiopien. Inga underarter finns listade i Catalogue of Life.